# 창원지방법원 통영지원
창원지방법원 통영지원은 창원지방법원을 관할하는 사건 중에서 통영시를 관할하는 일부 형사, 민사 등의 사건을 재판, 등기하는 법원이다.

## 관할 구역
- 재판관할구역: 통영시, 거제시, 고성군
- 등기관할구역: 통영시
- 즉결관할구역: 통영경찰서

## 지원장
| 순번 | 이름   | 재임 기간                           |
| ---- | ------ | ----------------------------------- |
| 1대  | 박래홍 | 1947년 10월 27일 ~ 1948년 12월 21일 |
| 2대  | 송의근 | 1948년 12월 22일 ~ 1949년 11월 14일 |
| 3대  | 박래홍 | 1949년 11월 15일 ~ 1951년 2월 8일   |
| 4대  | 이일규 | 1951년 2월 9일 ~ 1951년 5월 2일     |
| 5대  | 김병두 | 1952년 5월 3일 ~ 1958년 12월 22일   |
| 6대  | 박정표 | 1959년 1월 10일 ~ 1964년 5월 5일    |
| 7대  | 박기수 | 1964년 5월 6일 ~ 1967년 2월 27일    |
| 8대  | 김유곤 | 1967년 2월 28일 ~ 1967년 11월 14일  |
| 9대  | 장문호 | 1967년 11월 15일 ~ 1968년 9월 24일  |
| 10대 | 황도연 | 1968년 9월 25일 ~ 1969년 9월 30일   |
| 11대 | 장양재 | 1969년 10월 1일 ~ 1970년 10월 19일  |
| 12대 | 국명덕 | 1970년 10월 20일 ~ 1971년 12월 31일 |
| 13대 | 유근완 | 1972년 1월 1일 ~ 1973년 8월 31일    |
| 14대 | 안병희 | 1973년 9월 1일 ~ 1974년 8월 31일    |
| 15대 | 신성택 | 1974년 9월 1일 ~ 1975년 9월 30일    |
| 16대 | 조열래 | 1975년 10월 1일 ~ 1977년 1월 3일    |
| 17대 | 석용진 | 1977년 1월 4일 ~ 1978년 9월 17일    |
| 18대 | 김대진 | 1978년 9월 18일 ~ 1980년 5월 31일   |
| 19대 | 황규정 | 1980년 6월 1일 ~ 1981년 8월 31일    |
| 20대 | 조건오 | 1981년 9월 1일 ~ 1982년 8월 31일    |
| 21대 | 박국홍 | 1982년 9월 1일 ~ 1983년 8월 31일    |
| 22대 | 백수일 | 1983년 9월 1일 ~ 1984년 8월 31일    |
| 23대 | 고왕석 | 1984년 9월 1일 ~ 1985년 8월 31일    |
| 24대 | 이영석 | 1985년 9월 1일 ~ 1986년 4월 30일    |
| 25대 | 이국주 | 1986년 9월 1일 ~ 1989년 2월 28일    |
| 26대 | 조창호 | 1989년 3월 1일 ~ 1991년 2월 10일    |
| 27대 | 김종대 | 1991년 2월 11일 ~ 1993년 3월 1일    |
| 28대 | 최춘근 | 1993년 3월 2일 ~ 1995년 2월 28일    |
| 29대 | 윤석종 | 1995년 3월 1일 ~ 1997년 9월 21일    |
| 30대 | 이혁우 | 1997년 9월 22일 ~ 1999년 2월 28일   |
| 31대 | 한덕렬 | 1999년 3월 1일 ~ 2000년 2월 17일    |
| 32대 | 권오봉 | 2000년 2월 18일 ~ 2001년 2월 18일   |
| 33대 | 황용경 | 2001년 2월 19일 ~ 2003년 2월 18일   |
| 34대 | 이학수 | 2003년 2월 19일 ~2005년 2월 20일    |
| 35대 | 최인석 | 2005년 2월 21일 ~ 2007년 2월 20일   |
| 36대 | 홍광식 | 2007년 2월 21일 ~ 2009년 2월 22일   |
| 37대 | 고규정 | 2009년 2월 23일 ~ 2011년 2월 27일   |
| 38대 | 박종훈 | 2011년 2월 28일 ~ 2013년 2월 24일   |
| 39대 | 김주호 | 2013년 2월 25일 ~ 2015년 2월 10일   |
| 40대 | 장홍선 | 2015년 2월 13일 ~ 2016년 2월 21일   |
| 41대 | 권영운 | 2016년 2월 22일 ~ 2018년 2월 25일   |
| 42대 | 이용균 | 2018년 2월 26일 ~ 현재              |

## 조직
- 사무과
  - 사무과장
  - 서무계
  - 용도, 도서
  - 민사/가사합의부
  - 형사합의부(제1형사부)
  - 민사1단독, 가사단독
  - 민사2~3단독
  - 민사4단독(소액)
  - 형사1단독, 제2형사부
  - 형사2단독, 제2형사부
  - 형사3단독, 영장, 즉결
  - 접수 사무관
  - 접수계
  - 신청계
  - 공시최고, 재산명시
  - 독촉, 과태료
  - 보존, 제증명
  - 보관금
  - 공탁
  - 기타집행, 집행해제
  - 가족관계등록
  - 협의이혼
  - 약식계
  - 등기계(조사1~2계)
  - 등기접수
  - 등,초본
  - 경매1~4계
  - 당직실,방호원실
  - 구내은행
  - 집행관실

## 재판 개정
- 월요일: 민사 형사 재정합의, 가사합의, 제1민사단독, 제4민사단독(소액), 제1형사단독
- 화요일: 제2민사단독, 제2형사단독, 가사단독
- 수요일: 제1민사단독, 제1형사단독
- 목요일: 제3민사단독, 제3형사단독
- 금요일: 제2민사단독, 제3민사단독, 제2형사단독, 제3형사단독

## 시군법원
- 거제시법원: 소액, 신청, 공탁, 협의이혼, 독촉, 종결
- 고성군법원: 소액, 신청, 공탁, 협의이혼, 독촉, 즉결

## 같이 보기
- 대법원
- 창원지방법원